# Ägg Tapes & Records
Ägg Tapes & Records är ett svenskt skivbolag som givit ut punk sedan 80-talet. Bolaget drivs av Kent "Ägget" Berntsen och är främst känt för sina samlingsskivor Äggröran 1-7 och för att ha kontrakterat och gett ut skivor med de två banden Vrävarna och The Kristet Utseende.

## Artister (urval)
- Dj Baba
- John Wildcat
- Fula Gubben
- Lilla Lovis
- John Wildcat
- Sten & Stalin
- Sötlimpa
- Tatuerade Snutkukar
- The Kristet Utseende
- Total Egon
- Troublemakers
- Vrävarna
- Iguana Party
- Gbg Punx
- Not Enough Hate
- Barbaras Grannar
- Praetorian Platoon
- SBD
- Idiot
- Sänkta Claez
- Slumberjack
- Bannlyst

## Diskografi (urval)
Kassetter:
- Ägg-1 Raped ass 1 (samlingskassett)
- Ägg-2 AB Hjärntvätt - Det är våra hjärnor
- Ägg-3 Raped ass 2 (samlingskassett)
- Ägg-4 The Bristles - Ban the punkshops
- Ägg-5 Moderat Likvidation - Anti fag music
- Ägg-6 Snobbslakt - Anti Disco
- Ägg-7 Postorder - Complete postorder
- Ägg-8 Sötlimpa - On the street again
- Ägg-9 Tatuerade Snutkukar - Hardcore trash 83
- Ägg-10 Stures Mjell - Mening med livet
- Ägg-11 Total Armsvett - Deodorant räcker inte
- Ägg-12 Svenska Spelmanslag (samlingskassett)
- Ägg-13 Nisses Nötter - Knäckta nötter
- Ägg-14 Äggröra
- Ägg-15 Mob 47 - Sjuk värld
- Ägg-16 Riistetyt
- Ägg-17 Junk yard
- Ägg-18 Stures Mjell - IKEA

CD:
- Ägg-19 Röjarskivan 1
- Ägg-20 Äggröran 1
- Ägg-21 Not Enough Hate – Boozers & Loosers
- Ägg-22 Barbaras Grannar – Ge en skål
- Ägg-23 Vrävarna – Animalsexuell
- Ägg-24 Röjarskivan 2
- Ägg-25 Oral – Slagen i blod
- Ägg-26 Barbaras Grannar – Lev å lär
- Ägg-27 Äggröran 2
- Ägg-28 Vrävarna – I Guds namn
- Ägg-29 Slumberjack – In hotrod bitch
- Ägg-30 The Kristet Utseende – Pang på pungen i Portugal
- Ägg-31 Röjarskivan 3
- Ägg-32 Troublemakers – Erektion
- Ägg-33 Troublemakers – Mental Kristid
- Ägg-34 The Kristet Utseende – Transa i Transylvanien VINYL
- Ägg-35 Äggröran 3
- Ägg-36 Vrävarna – Heavy metal vrövhål
- Ägg-37 The Kristet Utseende – Djävulsvingar över kapellet
- Ägg-38 Sten & Stalin – Jesus lever
- Ägg-39 Troublemakers – Vild och vacker
- Ägg-40 Äggröran 4
- Ägg-41 SBD – Alltid på jakt
- Ägg-42 En Helvetes Jul
- Ägg-43 Röjarskivan 4
- Ägg-44 Troublemakers – POGO
- Ägg-45 Full rulle VIDEO
- Ägg-46 SBD – Hur snygg e du då?
- Ägg-47 The Kristet utseende – Dimmornas bro över Ankara
- Ägg-48 Gbg punx – Nu får du dra!
- Ägg-49 Äggröran 5
- Ägg-50 Sten & Stalin – Värdelös
- Ägg-52 Iguana party – Lyckliga land
- Ägg-53 Troublemakers 1995-2000
- Ägg-54 Praetorian platoon - Likt slöjor av ädelsten
- Ägg-55 Äggröran 6
- Ägg-56 Vrävarna - Ultimate vröv collection vol.1
- Ägg-57 Vrävarna - Ultimate vröv collection vol.2
- Ägg-58 Punkjävlar ..en hyllning til Eddie Meduza
- Ägg-59 Idiot - Storvärk och huvudverk
- Ägg-60 Äggröran 7
- Ägg-61 Total Egon- Stockholmis i mitt hjärtis
- ÄGG-62 Lilla Lovis - Spottar aldrig ut - VINYL
- ÄGG-63 Lilla Lovis- Hard to get VINYL
- ÄGG-64 Lilla Lovis- Brudar med små pattar.. VINYL
- ÄGG-65 Lilla Lovis- Som en oskuld
- ÄGG-66 Raggen går - raggarsamling till pilsnerbilen
- ÄGG-67 Fula Gubben med Ernst Bernst Band - Mannen med utan sångröst sjunger snuskvisor
- ÄGG-68 John Wildcat - Min svarta Chevrolet

Samproduktioner och underetiketter:
- DISTCD Gbg Hardcore punk 81-85
- DISTCD Varning för punk 1-3 CDBOX
- ROCKCD1 Iguana party – Ett skitigt motel
- ROCKCD2 Iguana party – Förlorarnas bar
- GRAM 3 SvenÖrjans – Transarnas Far
- MRN Vi håller inte käften
- PUNKCD Punkstad Göteborg 2001